# Kōnan, Yokohama

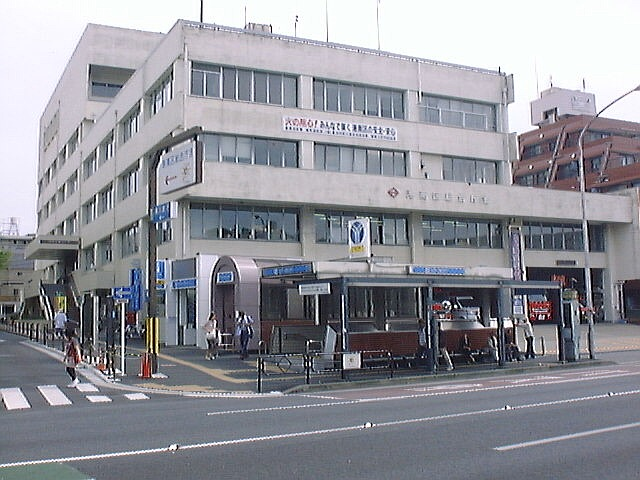
Văn phòng quận Kōnan

Kōnan-ku (港南区) là một khu thuộc thành phố Yokohama, tỉnh Kanagawa, Nhật Bản. Quận có diện tích 19,87 km2, dân số năm 2010 là 221.536 người.

## Quận giáp ranh
- Minami
- Isogo
- Sakae
- Totsuka